# Gabriel de la Puerta y Ródenas
Gabriel de la Puerta y Ródenas (Mondéjar, 1839-Madrid, 1908) fue un químico, farmacéutico, académico, profesor y político español.

## Biografía
Nació el 16 de marzo o el 18 de mayo de 1839 en la localidad guadalajareña de Mondéjar. Doctor en Farmacia, fue decano de la facultad en la Universidad Central de Madrid, individuo de número de las academias de Ciencias Exactas y de Medicina, consejero de Sanidad y de Instrucción Pública, así como diputado a Cortes y senador. Dirigió el Monitor de Química y Farmacia (1857-1858) y fue redactor de los Anales de Química y Ciencias Auxiliares (1867-1870), además de colaborar en La Ilustración Católica, Restaurador Farmacéutico, Semanario Farmacéutico, Magisterio Español, Crónica de la Industria, El Globo, Los Vinos y los Aceites, Revista de Conocimientos Útiles, La Farmacia Española, El Siglo Médico, Gente Nueva y Anales de la Sociedad Española de Física y Química. Fallecido en Madrid, fue sepultado en el cementerio de San Justo.